# Висаянска свиня
Висаянска свиня (Sus cebifrons) е вид бозайник от семейство Свиневи (Suidae). Видът е критично застрашен от изчезване.

## Разпространение и местообитание
Разпространен е във Филипините.